# La Felguerina
La Felguerina es una parroquia del concejo de Caso, en el Principado de Asturias. Tiene una población de 101 habitantes (INE 2006) repartidos en 49 viviendas y 11,8 km². Está situado a 12 km de la capital del concejo, Campo de Caso.

## Barrios
- La Felguerina

## Contexto geográfico
Esta aldea de Caso bajo la poderosa mirada del Visu la Grande, se encuentra en una soleada ladera que domina un valle que confluye en La Encrucijada con el de Caleao. Dedicada preferentemente al sector ganadero, actualmente sólo queda un pequeño testimonio de la riqueza y abundancia que tuvo esta actividad en años pasados.

## Personajes célebres
Uno de sus célebres vecinos fue José Gonzalez, afamado cazador de Brañafría contratado por el rey Carlos IV como cazador real y vivió en la corte de Madrid, pero añorando los bosques y las montañas casinas, renunció a todas las comodidades para volver a su tierra.
También vivió otro singular personaje, Manolín de Balquemau, inventor del "cordero a la estaca", especialidad gastronómica que trajo de Argentina en los años 1930, amén de Enrique el de la Gaita que amenizó muchos bailes del concejo; otro vecino importante por lo que significó en el impulso de la vaca casina, ganando infinidad de concursos con sus reses fue Eladio el del Pandu.

## Equipamientos
Actualmente el pueblo cuenta con un local que funciona como bar, habilitado en las antiguas escuelas y una cuadra de caballos para hacer excursiones por los alrededores.

## Rutas naturales
Este pueblo es buen punto de partida para excelentes rutas montañeras como picu Visu La Grande, llagu Ubales por la Canalina, ruta por La Cerra a comunicar con la capital del concejo, El Campu etc.
- Datos: Q5195997
- Multimedia: La Felguerina / Q5195997